# Prosper Spitaels
Prosper Spitaels (Geraardsbergen, 24 januari 1804 - Brussel, 14 maart 1878) was een Belgisch senator en burgemeester.

## Levensloop
Prosper was een zoon van de industrieel, bankier en schepen van Geraardsbergen François Spitaels en van Alexandrine de Clippele. Hij was een broer van senator Ferdinand Spitaels.
Hij werd industrieel en bankier, bestuurder-directeur van de Banque P. Spitaels & Cie. Verder was hij:
- inspecteur van de paardenfokkerijen in Oost-Vlaanderen,
- ondervoorzitter van de Kamer van Koophandel van Aalst.

Van 1830 tot 1850 was Spitaels burgemeester van Onkerzele en van 1863 tot 1869 was hij gemeenteraadslid van Geraardsbergen.
Van 1842 tot 1846 was hij provincieraadslid. In 1848 werd hij liberaal senator voor het arrondissement Aalst en vervulde dit mandaat tot in 1851.